# نیروگاه پره‌سر
نیروگاه سیکل ترکیبی پره‌سر رضوانشهر (استان گیلان، ۱۲۰ کیلومتری شمال‌غربی رشت، در ۵ کیلومتری شهرستان رضوانشهر و در حومه پره‌سر، تأسیس شهریور ۱۳۹۰)، یکی از نیروگاه‌های ایران از نوع سیکل ترکیبی با ظرفیت تولید ۹۶۸ مگاوات است که شامل ۴ واحد گازی ۱۶۲ مگاواتی و ۲ واحد بخار ۱۶۰  مگاواتی (جمعاً ۲ بلوک سیکل ترکیبی) در قالب طرح B.O.T (ساخت، بهره‌برداری و واگذاری) است.
این نیروگاه از شمال با دریا، از جنوب با روستای رودکنار، از شرق با روستای آلکام لتوم و از غرب با روستای سیمبرخاله مجاور است.
این نیروگاه خصوصی است و با سرمایه‌گذاری شرکت مپنا احداث شده‌است.مشاور کارفرما در این پروژه شرکت عامران افق بوده است.
سوخت اصلی واحدها، گاز طبیعی است و سوخت پشتیبان آن گازوئیل است که از طریق ذخیره در ۳ مخزن ۲۰ هزار مترمکعبی تأمین می‌شود. این مخازن گازوئیل، در حالت قطع گاز، توان فعال نگه داشتن نیروگاه را تا ۴۵ روز دارا است.
سیستم خنک‌کن نیروگاه از نوع یک بار گذر است که به وسیله آب دریا عملیات خنک‌کن انجام می‌شود.
برق تولیدی این نیروگاه از طریق پست ۲۳۰ کیلوولت و تعداد ۸ فیدر به شبکه برق سراسری منتقل می‌شود.